# 保罗·佩里诺
保罗·佩里诺（義大利語：Paolo Perino，1988年3月10日—），意大利男子赛艇运动员。他曾代表意大利参加世界赛艇锦标赛，获得一枚银牌和一枚铜牌。他也在欧洲赛艇锦标赛上获得奖牌。